# Léon Durocher

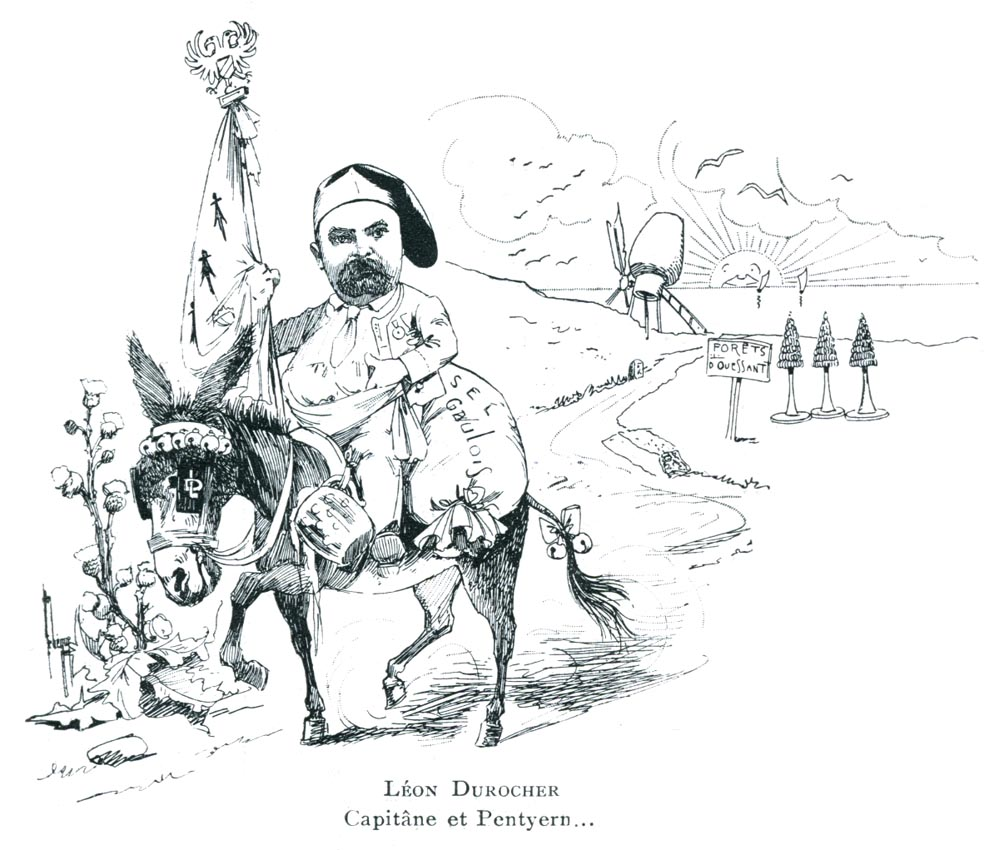
Léon Durocher (Zeichnung von Léon de Bercy, 1914)

Léon Durocher (* 23. Oktober 1862 in Pontivy, damals Napoléonville genannt; † 23. Oktober 1918 in Paris) war ein französischer Chansonnier, Schriftsteller, Journalist und bretonischer Barde. Sein Geburtsname war Léon-Joseph-Marie Düringer, den Namen Durocher hat er für seine schriftstellerische Tätigkeit angenommen. Durocher schrieb eine Reihe zum Teil sehr erfolgreicher Chansontexte, die unter anderem von Paul Delmet und Gustave Goublier vertont wurden, und trat mit diesen Liedern auch in den Revues am Montmartre auf, unter anderem in Le Chat Noir. Bekannt wurde er außerdem durch seine Tätigkeit in der bretonischen Nationalbewegung: Er gründete eine Vereinigung der Bretonen in Paris, wurde unter dem Namen Kambr’O Nikor zum bretonischen Barden ernannt, organisierte eine jährlich stattfindende Prozession der Bretonen in Montfort-l’Amaury und war die treibende Kraft des Periodikums Le Fureteur Breton.

## Leben

### Jugend und Ausbildung

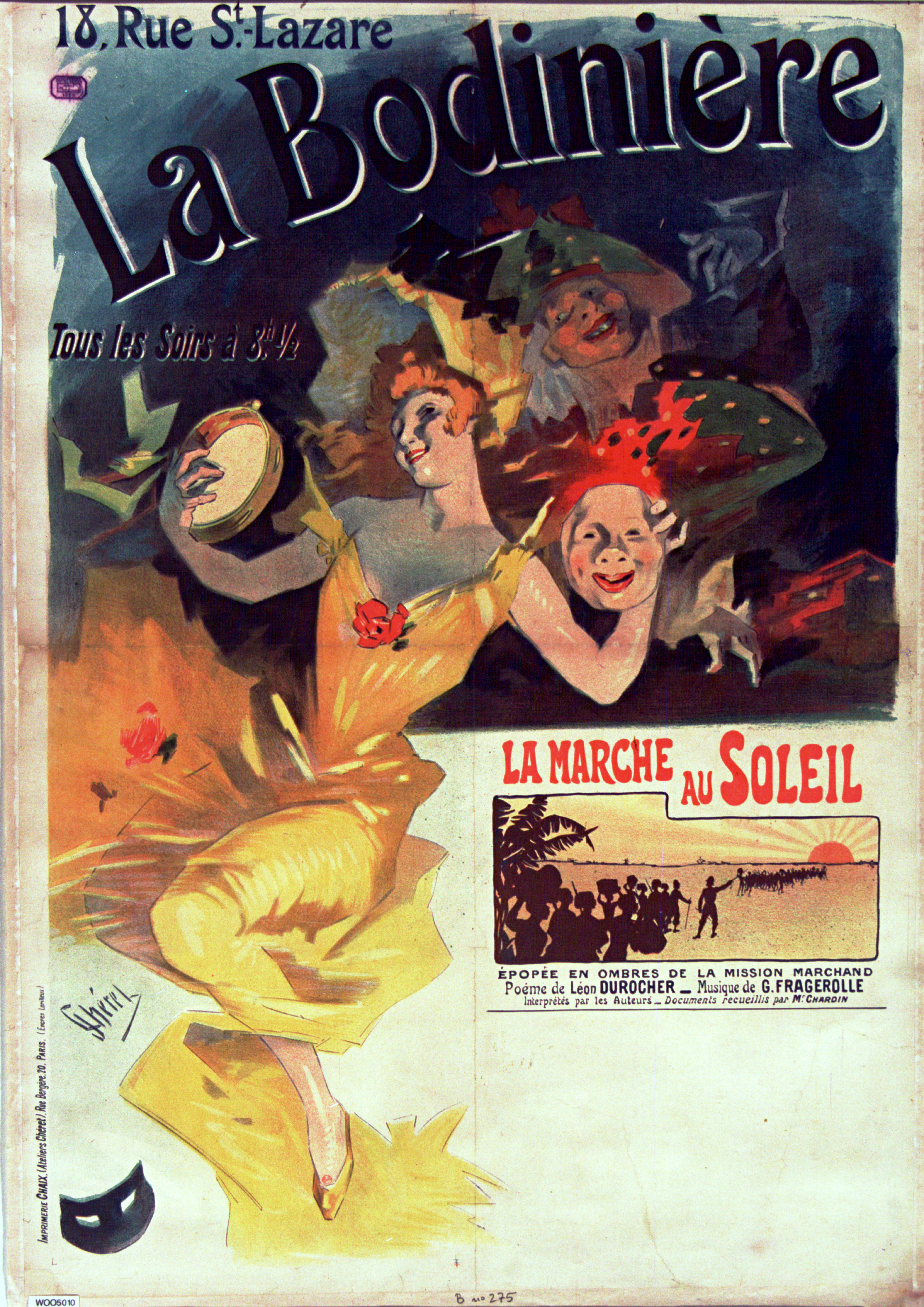
Theaterplakat der Marche au Soleil

Léon Durocher war der Sohn des reichen Brauereibesitzers Léon-Henry-Marc Düringer und seiner Frau Amélie Guillemin. Väterlicherseits stammte er von einem in Bayern aufgewachsenen Großvater ab, der 1806 nach Pontivy gekommen war. Er besuchte das Gymnasium (Lycée) in Pontivy (Département Morbihan in der Bretagne) und später in Nantes, wo er eine humanistische Ausbildung erhielt und Charles Le Goffic kennenlernte, mit dem ihn eine lange Freundschaft verband. Bereits in Nantes schrieb er Gedichte in lateinischer Sprache, die er fließend beherrschte. Danach war Durocher am Lycée Louis-le-Grand in Paris. Nachdem er trotz einer früheren Zusage nicht an der Eliteschule École normale supérieure aufgenommen worden war, führte er ein Studentenleben an der Sorbonne in Paris und machte dort sein Examen. Er lehrte eine Zeitlang am Gymnasium von Beauvais und einem Pariser Gymnasium, widmete sich jedoch bald ausschließlich einer literarischen Tätigkeit.

### 1886–1894: Erfolg als Chansonnier
Durocher besuchte diverse Literaten- und Künstlerzirkel, etwa das von Ernest Renan ins Leben gerufene Dîner Celtique („Keltisches Diner“). Dort trug er seine nunmehr französischsprachigen Gedichte und Chansons vor. Zugleich leitete er die Zeitschrift La Pomme („Der Apfel“). Bald trat er auch im berühmten Cabaret Le Chat Noir am Montmartre auf. Mit Clairons et Binious erschien 1886, bereits unter dem Künstlernamen Durocher, seine erste, Renan gewidmete Gedichtsammlung, in deren Titel die Signaltrompeten oder Clairons für die patriotische Note, die Sackpfeifen oder Binioùs für den bretonischen Regionalismus standen, wie es ein Rezensent ausdrückte.
In den folgenden Jahren schrieb Durocher eine ganze Reihe weiterer Chansons sowie einaktige Vers- und Prosadramen. Ferner veröffentlichte er eine Serie gelehrter Beiträge zur Geschichte der Bretagne in diversen Zeitschriften. Auch die Beteiligung an Zirkeln und Zeitschriftenprojekten setzte er fort; so gehörte er 1889 zu den Gründern der Zeitschrift La Plume („Die Feder“). Mit dem Chanson L’Angélus de la Mer („Das Angelusläuten auf dem Meer“), einem „exquisiten“, wehmütigen Text über auf See gebliebene Fischer, erreichte er 1894 seinen größten Publikumserfolg. Das Chanson, vertont von dem renommierten Kapellmeister und Leiter eines Café-concert in Paris Gustave Goublier, galt nach Serge Dillaz als das Chansonereignis des Jahres und war zeitgenössischen Aussagen zufolge in der französischen Öffentlichkeit allbekannt. In den meisten Fällen wurden seine Texte aber von Paul Delmet vertont.

### 1894–1904: Bretonische und andere Spektakel
Im selben Jahr gründete Durocher die Association de Bretons de Paris (Assoziation der Bretonen von Paris). Vier Jahre später war er an der Gründung der Union Régionaliste Bretonne (Bretonischen Regionalistischen Union) beteiligt. Im April 1899 heiratete er Marie-Yvonne Le Moigne, eine Bauerntochter aus Lampaul-Plouarzel, der er später sein Chanson Berceuse pour Maryvonne (Wiegenlied für Maryvonne) gewidmet hat. 
Durocher reiste dann mit der bretonischen Delegation zum Eisteddfod 1899 nach Cardiff (Wales), wo er von dem Archidruiden Rowland Williams alias Hwfa Môn zum Barden ernannt wurde, unter dem keltischen Bardennamen Kambr’O Nikor, eine Anspielung auf den General Pierre Cambronne, der für seine angebliche Replik „Merde!“ (dt.: „Scheiße!“) auf eine Übergabeaufforderung bei Waterloo populäre Berühmtheit erlangt hatte. Durochers Sinn für Spektakel äußerte sich im Herbst desselben Jahres, als er den Pardon de la Reine Anne in Montfort-l’Amaury begründete, eine bretonische Prozession zu Ehren von Anne de Bretagne, bei der er als „Pentyern“ (Führer, Vorsitzender, Häuptling) fungierte.
Am 25. Dezember 1899 hatte das von Léon Durocher verfasste Schattenspiel La Marche au Soleil (Der Marsch zur Sonne), ein Epos über das Faschoda-Abenteuer von Jean-Baptiste Marchand, Premiere im Theater La Bodinière in Paris. Es war ein großer Erfolg und erlebte dort über hundert Vorstellungen. Das Stück, mit Musik von Georges Fragerolle, erschien im folgenden Jahr im Druck. Ebenso veröffentlichte Durocher 1900 eine umfangreiche Sammlung seiner Chansons aus den letzten Jahren als Buch: Chansons de là-haut et de là-bas („Lieder von da oben und da unten“). In den meisten Fällen waren auch die Noten der diversen Komponisten enthalten. Bereits die ersten beiden Chansons Là-haut und Là-bas klären die Bedeutung des Titels: „Da oben“ steht für „la butte“, den Hügel Montmartre und damit die Bohème von Paris, „da unten“ liegt die Bretagne. Auf der Weltausstellung Paris 1900 trat ein Cabaret breton mit Durocher als Direktor und Chansonnier im Village breton auf.
Ein weiterer der zahlreichen Literatenzirkel, denen Durocher angehörte, war die Pariser Académie des Ânes (Akademie der Esel), in der jedes Mitglied einen Titel wählen musste, der das Wort âne enthielt: Durocher nannte sich Capitâne (etwa: Kapitäns-Esel). 1904 begründete er dort die Tradition der Dîners du Moulin à Sel (Diners der Salzmühle); bei diesen Treffen wurde unter den Büsten von François Rabelais und Molière satirische Kritik betrieben.

### 1904–1918: Bretonischer Regionalist und Kriegssänger
Im Dezember 1908 übernahm Durocher die Chefredaktion des Fureteur Breton, eines zweimonatlich erscheinenden Bulletins, das literarische, regionalgeschichtliche, archäologische, volkskundliche und genealogische Beiträge zur Bretagne versammelte.
1911 beantragte Durocher eine Namensänderung: Er wollte den Künstlernamen Durocher auch als bürgerlichen Namen und Familiennamen für seine Frau und seine Kinder führen, was ihm genehmigt wurde.
Wie sein Freund Théodore Botrel trat Durocher 1914 massiv für die französische Teilnahme am Ersten Weltkrieg ein, unter anderem mit dem Chanson Cloches de Guerre. Allerdings musste er sich bald heftiger Angriffe von patriotischer Seite erwehren, die ihm seine deutsche Abstammung vorhielten. 1918 starb Durocher an der Spanischen Grippe.

## Werke

### Bücher (Auswahl)
- Clairons et binious. Poésies. Dupret, Paris 1886.
- Rézinsec et Strophazur. Théâtre lyrico-naturaliste. Dupret, Paris 1888 (online auf Gallica).
- Binious et tambourins. Vanier, Paris 1889.
- Chansons de là-haut et de là-bas. Flammarion, Paris 1900.
- La Marche au Soleil. Épopée de la misson Marchand. Flammarion, Paris 1900 (mit Musik von Georges Fragerolle).

### Chansontexte (Auswahl)
- À Chloris. Musik: Paul Delmet
- Amertume. Musik: Paul Delmet
- L’Angélus de la Mer. Musik: Gustave Goublier (1894). Aufgenommen unter anderem von Jean Noté
- Le Chanteur des bois. Musik: Paul Delmet
- Berceuse pour Maryvonne. Musik: Gaston Perducet
- L’Étendard de la Pitié. Musik: Émile Wesly (1905). Aufgenommen von Jean Noté und Marcelly
- L’Étoile du berger. Musik: Paul Delmet
- La Noisette. Musik: Paul Delmet
- Romance fanée. Musik: Paul Delmet